# Zażołka
Zażołka (ros. Зажолка) – wieś w Rosji, w rejonie grazowieckim obwodu wołogodzkiego. W 2002 roku mieszkała tam tylko jedna osoba.